# Ljudmila Karolik
Ljudmila Pjatrouna Karolik (belarussisch Людміла Пятроўна Каролік, * 15. November 1975 in Minsk) ist eine ehemalige belarussische Skilangläuferin.

## Werdegang
Karolik, die für den Dynamo Minsk startete, trat international erstmals bei der Winter-Universiade 1997 in Muju in Erscheinung. Dort belegte sie den 22. Platz über 10 km klassisch und den 16. Rang über 15 km Freistil. Im folgenden Jahr lief sie bei den Olympischen Winterspielen in Nagano auf den 63. Platz über 5 km klassisch, auf den 58. Rang in der Verfolgung und auf den 44. Platz über 30 km Freistil. Zudem errang sie dort zusammen mit Svetlana Kamotskaya, Kazjaryna Antonjuk und Alena Sinkewitsch den 14. Rang in der Staffel. In der Saison 1998/99 kam sie bei der Winter-Universiade 1999 in Štrbské Pleso auf den 16. Platz über 5 km klassisch, auf den 15. Rang über 15 km Freistil und auf den zehnten Platz in der Verfolgung. Ihre besten Ergebnisse bei den nordischen Skiweltmeisterschaften 1999 in Ramsau am Dachstein waren der 33. Platz über 30 km klassisch und der 13. Rang mit der Staffel. In der Saison 2000/01 belegte sie bei der Winter-Universiade 2001 in Zakopane den 12. Platz über 5 km klassisch und den zehnten Rang über 5 km Freistil und bei den nordischen Skiweltmeisterschaften 2001 in Lahti den 51. Platz in der Doppelverfolgung, den 38. Rang über 10 km klassisch und den 14. Platz mit der Staffel. In der Saison 2002/03 holte sie in Ramsau am Dachstein mit dem 23. Platz im Skiathlon ihre ersten Weltcuppunkte. Zudem war dies ihre beste Einzelplatzierung im Weltcup. Bei der Winter-Universiade 2003 in Tarvisio lief sie auf den 11. Platz über 5 km klassisch, auf den fünften Rang im 15-km-Massenstartrennen und auf den vierten Platz mit der Staffel und bei den nordischen Skiweltmeisterschaften 2003 im Val di Fiemme auf den 46. Platz über 10 km klassisch, auf den 38. Rang im Sprint und auf den 28. Platz über 30 km Freistil. Ihre besten Platzierungen bei den nordischen Skiweltmeisterschaften 2005 in Oberstdorf waren der 35. Platz im Skiathlon und der zehnte Rang mit der Staffel. In der Saison 2005/06 errang sie in Nové Město mit dem 24. Platz über 10 km Freistil nochmals Weltcuppunkte. Beim Saisonhöhepunkt, den Olympischen Winterspielen 2006 in Turin, belegte sie den 44. Platz im Skiathlon, den 30. Rang über 10 km klassisch und den 26. Platz im 30-km-Massenstartrennen. Außerdem lief sie dort zusammen mit Alena Sannikawa, Kazjaryna Rudakowa und Wolha Wassiljonak auf den 15. Platz in der Staffel. Ihre letzten internationalen Rennen absolvierte sie bei den nordischen Skiweltmeisterschaften 2007 in Sapporo. Ihre besten Resultate dort waren der 30. Platz im 30-km-Massenstartrennen und der 13. Rang mit der Staffel.

## Erfolge

### Teilnahmen an Weltmeisterschaften und Olympischen Winterspielen

#### Olympische Spiele
- 1998 Nagano: 14. Platz Staffel, 44. Platz 30 km Freistil, 58. Platz 10 km Verfolgung, 63. Platz 5 km klassisch
- 2006 Turin: 15. Platz Staffel, 26. Platz 30 km Freistil Massenstart, 30. Platz 10 km klassisch, 44. Platz 15 km Skiathlon

#### Nordische Skiweltmeisterschaften
- 1999 Ramsau: 13. Platz Staffel, 33. Platz 30 km klassisch, 39. Platz 10 km Verfolgung, 41. Platz 5 km klassisch, 43. Platz 15 km Freistil
- 2001 Lahti: 14. Platz Staffel, 38. Platz 10 km klassisch, 51. Platz 10 km Doppelverfolgung
- 2003 Val di Fiemme: 28. Platz 30 km Freistil, 38. Platz Sprint Freistil, 46. Platz 10 km klassisch
- 2005 Oberstdorf: 10. Platz Staffel, 12. Platz Teamsprint Freistil, 35. Platz 15 km Skiathlon, 38. Platz 30 km klassisch Massenstart, 44. Platz 10 km Freistil
- 2007 Sapporo: 13. Platz Staffel, 30. Platz 30 km klassisch Massenstart, 40. Platz 10 km Freistil, 42. Platz 15 km Skiathlon

#### Weltcup-Gesamtplatzierungen
| Saison  | Gesamt | Gesamt | Distanz | Distanz |
| Saison  | Punkte | Platz  | Punkte  | Platz   |
| ------- | ------ | ------ | ------- | ------- |
| 2002/03 | 8      | 87.    | -       | -       |
| 2005/06 | 7      | 106.   | 7       | 75.     |